# Jim Ramstad
Jim Ramstad, właściwie James M. Ramstad (ur. 6 maja 1946 w Jamestown, Dakota Północna, zm. 5 listopada 2020 w Wayzata, Minnesota) – amerykański polityk, członek Partii Republikańskiej.

## Działalność polityczna
Od 1981 do 1990 zasiadał w Senacie Minnesoty. W okresie od 3 stycznia 1991 do 3 stycznia 2009 przez dziewięć kadencji był przedstawicielem 3. okręgu wyborczego w stanie Minnesota w Izbie Reprezentantów Stanów Zjednoczonych.